# カッパ淵
カッパ淵（カッパぶち）は、岩手県遠野市にあるカッパ（河童）の伝承地。

## 概要
かつてカッパが多く住み、人々を驚かしたという伝説が残る場所。
全国唯一のカッパ狛犬で知られる常堅寺の裏手を流れる小川の淵を言う。
淵の水辺にはカッパの神を祀った小さな祠が建っている。カッパの神は乳の神であり、乳児のある母親が母乳の出がよくなるよう祈願するとよいとされ、祠には、女性が奉納した赤い布による乳房を模ったぬいぐるみのようなものが置かれている。

## 所在地
- 岩手県遠野市土淵町

## アクセス
- 遠野駅から岩手県交通バス土淵線で約22分、「伝承園」下車、徒歩約5分
- 遠野駅から岩手県交通バス附馬牛線で約15分、「足洗川」下車、徒歩約5分

## 河童

### 遠野物語
柳田国男の『遠野物語』にも記述される。

### 注意事項
河童の捕獲には、“カッパ捕獲許可証”が必要となっている。

### 偽河童騒動
2002年、日本テレビのバラエティー番組『電波少年に毛が生えた 最後の聖戦』が、若手芸人のモンモンに扮させながら小烏瀬川に河童が出現と偽りの情報をマスコミに通報し取材させ、騙していたことが判ったという出来事があった。この直後に同番組は打ち切りとなり、モンモンは芸能界を去った。この件で、遠野の河童が広い世代にも知られるようになったという。